# لقمه‌ماهی چینی
لقمه‌ماهی چینی (نام علمی: Dasyatis sinensis) نام یک گونه از تیره پوماهی است.